# Peter Riegert
Peter Riegert (Bronx, Nova Iorque, 11 de abril de 1947) é um ator, diretor e roteirista americano indicado ao Oscar.

## Biografia
Riegert nasceu no Bronx, mas foi criado em Hartsdale no estado de Nova Iorque tendo se graduado na Ardsley High School em 1964 e mais tarde na Universidade de Buffalo e trabalhou em vários empregos, antes de iniciar sua carreira.

### Início da Carreira
Fez sua estréia na Broadway no musical Dance with Me. Também atuou no teatro em peças como The Old Neighborhood, An American Daughter , The Nerd e Censored Scenes From King Kong . Mais tarde atuou também atuou em Road to Nirvana , na peça The Birthday Party , e em Sexual Perversity in Chicago .

### Cinema
Seu primeiro filme de destaque foi O Clube dos Cafajestes de 1978 como Boone. Em seguida vieram outros como Local Hero , The Mask, no Brasil O Máskara de 1994, e também 'Traffic de 2000 (Foi vencedor de um Screen Actors Guild Awards de melhor elenco em 2000).

### Televisão
Riegert fez sua estréia televisiva atuando em dois episódios da sitcom M*A*S*H. Também fez pequena apariçao em The Sopranos e atuou em Law & Order: Special Victims Unit tendo atuado nos primeiros episódios de Seinfield .

## Outros trabalhos
Riegert fez sua estréia como roteirista e diretor no curta-metragem By Courier em 2000, no qual lhe valeu uma indicação ao Oscar. Mais tarde, em 2004, dirigiu e estrelou um filme chamado  King of the Corner .

## Filmografia
- At Middleton (2013)
- We Bought a Zoo (2011)
- Back When We Were Grownups (2004)
- Paixões Paralelas (Passion of Mind) (2000)
- Traffic (2000)
- Morte a Sangue Frio (Jerry and Tom) (1998)
- The Baby Dance (1998)
- A Sangue Frio (The Ice Harvest) (1995)
- O Máskara (The Mask) (1994)
- Oscar - Minha Filha Quer Casar (Oscar) (1991)
- Le Grand Carnaval (Local Hero) (1983)
- Americathon (1979)
- O Clube dos Cafajestes (National Lampoon's Animal House) (1978)